# Corvoadă
Corvoada este o muncă silnică, impusa de stat unor anumite categorii de cetățeni, spre deosebire de sclavie, corvoada era pe perioadă limitată. S-a folosit din cele mai vechi timpuri, ca de exemplu la construcția marilor piramide din Egipt.